# Dampierre-sous-Brou
Dampierre-sous-Brou är en kommun i departementet Eure-et-Loir i regionen Centre-Val de Loire strax norr om centrala Frankrike. Kommunen ligger i kantonen Brou som tillhör arrondissementet Châteaudun. År 2022 hade Dampierre-sous-Brou 445 invånare.

## Befolkningsutveckling
Antalet invånare i kommunen Dampierre-sous-Brou
Referens:INSEE